# Ilybius albarracinensis
Ilybius albarracinensis är en skalbaggsart som först beskrevs av Hans Fery 1986.  Ilybius albarracinensis ingår i släktet Ilybius och familjen dykare. Inga underarter finns listade i Catalogue of Life.